# Абдурахмонов, Мухамадмурод
Мухамадмурод Абдурахмонов (род. 29 ноября 1986, Пархар) — таджикский дзюдоист, представитель тяжёлой весовой категории. Выступал за национальную сборную Таджикистана по дзюдо в период 2007—2016 годов, участник летних Олимпийских игр в Рио-де-Жанейро, многократный победитель первенств национального значения.

## Биография
Мухамадмурод Абдурахмонов родился 29 ноября 1986 года в посёлке Пархар Хатлонской области Таджикской ССР. Проходил подготовку в Клубе дзюдо Парвиза Собирова.
Впервые заявил о себе в дзюдо в 2007 году, став чемпионом Таджикистана в зачёте абсолютной весовой категории.
Позже в 2009 и 2010 годах выигрывал национальное первенство в тяжёлом весе. Попав в основной состав таджикской национальной сборной, принял участие в Кубке мира в Алма-Ате и в Азиатских играх в Гуанчжоу — в обоих случаях занял итоговое пятое место. Участвовал в чемпионате мира в Роттердаме, где сумел дойти до 1/16 финала. Также выступил на мировом первенстве в Токио, тем не менее, здесь уже в стартовом поединке был остановлен голландцем Хенком Гролом.
В 2011 году вновь одержал победу на чемпионате Таджикистана в зачёте тяжёлой весовой категории. На чемпионате мира в Париже в 1/16 финала уступил представителю Казахстана Максиму Ракову.
В 2012 году, в очередной раз выиграв первенство страны, Абдурахмонов выступил на чемпионате Азии в Ташкенте, где оказался седьмым.
В 2013 году выиграл бронзовую медаль на Гран-при Ташкента. При этом на мировом первенстве в Рио-де-Жанейро в первом же поединке проиграл знаменитому французу Тедди Ринеру. Боролся на Универсиаде в Казани.
На Азиатских играх 2014 года в Инчхоне стал пятым, тогда как на чемпионате мира в Челябинске остановился уже на стадии 1/32 финала.
В 2015 году отметился победой на этапе Кубка мира в Тайбэе, занял пятое место на Кубке мира в Порт-Луи, показал пятый результат на азиатском первенстве в Кувейте.
На чемпионате Азии 2016 года в Ташкенте был седьмым. Благодаря череде удачных выступлений удостоился права защищать честь страны на летних Олимпийских играх в Рио-де-Жанейро — выступал здесь в категории свыше 100 кг, однако уже на предварительном этапе потерпел поражение от кубинца Алекса Гарсии Мендосы и сразу же выбыл из борьбы за медали.